# Polystation
Polystation är en spelkonsol som till utseendet liknar en Playstation men där hårdvaran mer liknar en Nintendo Entertainment System-konsol.